# Данаїл Николаєв
Данаїл Никола́єв (болг. Данаил Николаев; нар. 30 грудня 1852, Болград, Бессарабія — пом. 29 серпня 1942, Банкя, нині передмістя Софії) — болгарський військовий діяч, генерал піхоти. Уродженець української Бессарабії.

## Сім'я і освіта
Народився в болгарській сім'ї біженців з Тирново. Закінчив болгарську гімназію в Болграді (1871), Одеське юнкерське піхотне училище (1875).

## Болгарський військовий діяч
Після війни служив в 6-й піхотній Старозагорській дружині (батальйоні), з 1880 — в 1-й піхотній Пловдивській дружині, з 1880 — командир 2-ї Пловдивської дружини. З 1883 — командир військ Східної Румелії в Пловдиві. У 1885 брав участь в об'єднанні Болгарії та Східної Румелії (керував зміщенням генерал-губернатора цієї території, що входила до складу Османської імперії), в вересні 1885 був членом тимчасового уряду і головнокомандуючим військами Південної Болгарії. У тому ж місяці став начальником Тирново-Сейменского загону.

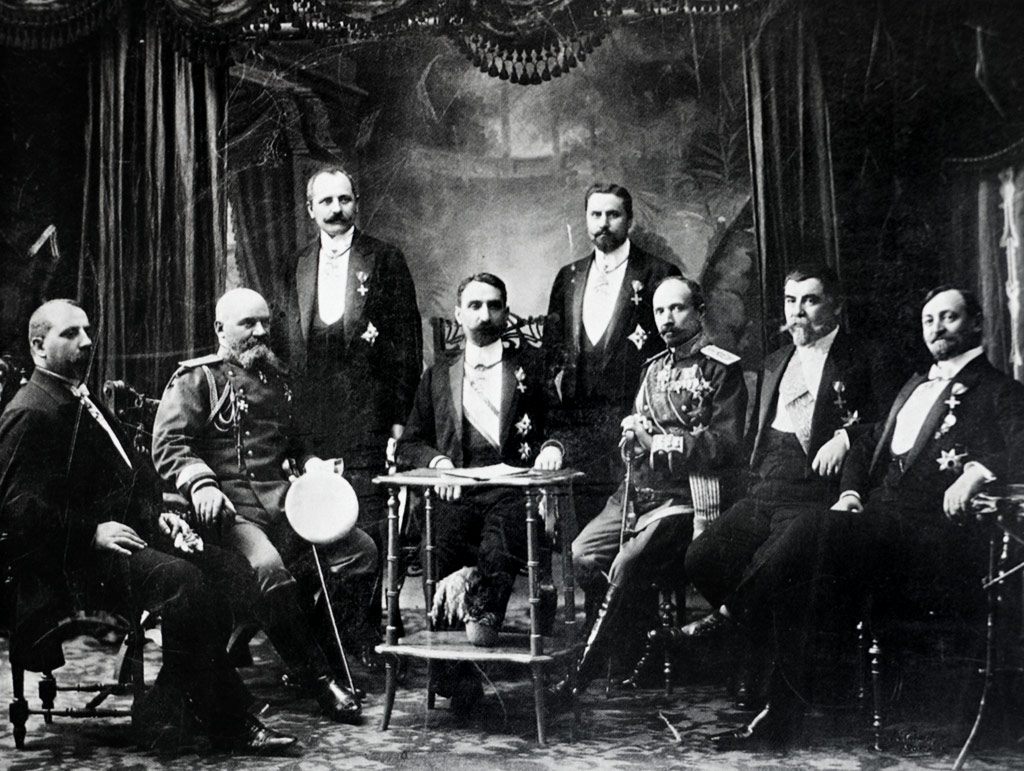
Кабінет Олександра Малинова (1908). Данаїл Николаєв другий ліворуч

Під час Сербсько-болгарської війни був начальником Східного корпусу. В період контрнаступу болгарської армії — начальник Західного корпусу, керував наступом на сербські міста Цариброд і Пірот. Після закінчення війни командував Софійською піхотною бригадою. Отримав звання полковника (перший полковник у болгарській армії).
Під час проросійського перевороту в серпні 1886 року перебував на лікуванні у Відні. Як прихильник князя Олександра був викликаний в Софію і призначений військовим міністром (серпень 1886 — червень 1887). Після обрання князем Фердинанда I став його радником (1887-1893), також командував 5-ю піхотною бригадою, а в 1891-1893 був одночасно інспектором піхоти. Після конфлікту особистого характеру в 1893 подав у відставку, в 1895-1897 був головою Верховного македонського комітету.
У березні 1897 повернувся на службу і став генерал-ад'ютантом князя Фердинанда. Противник повернення в болгарську армію офіцерів, які брали участь в проросійському перевороті 1886, вважаючи їх «клятвопорушниками». З 22 травня 1907 по 16 березня 1911 знову був військовим міністром, керував підготовкою армії до Балканських воєн. 21 березня 1911 звільнений в запас; під час Балканських воєн 1912-1913 повернувся на службу, був начальником Ямболського укріпленого пункту.
Називався «патріархом болгарської армії». 16 квітня 1925, під час організованого комуністами терористичного акту в соборі Святої Неділі в Софії загинув його єдиний син — полковник Никола Николаєв. 12 липня 1937 як найстаріший генерал болгарської армії був хрещеним батьком спадкоємця престолу князя Симеона Тирновського.

## Звання
- З 15 вересня 1871 — рядовий.
- З 1871 — унтер-офіцер.
- З 20 липня 1875 — портупей-юнкер.
- З 1875 — прапорщик.
- З 8 липня 1876 — підпоручик.
- З 10 вересня 1877 — поручик.
- З 1 березня 1880 — штабс-капітан.
- З 15 листопада 1883 — майор (міліція Східної Румелії).
- З 11 вересня 1885 — підполковник.
- З 1885 — полковник.
- З 14 лютого 1891 — генерал-майор.
- З 15 листопада 1900 — генерал-лейтенант.
- З 18 червня 1909 — генерал піхоти.

## Нагороди
- Орден «За хоробрість» ІІ і ІІІ ступеня, 2-го класу.
- Великий хрест ордена Святого Олександра з діамантами І ступеня.
- Орден «За заслуги» (золотий).
- Орден Святих Кирила і Мефодія.
- Орден Святого Георгія IV ступеня.
- Орден Святої Анни III ступеня з мечами і бантом.
- Орден Святого Станіслава III ступеня з мечами і бантом.
- Орден Білого орла І ступеня і медаль «За хоробрість» (Сербія).
- Орден Князя Данила I І ступеня (Чорногорія).
- Орден Зірки Румунії з мечами.
- Орден «Османіє» І ступеня (Туреччина).
- Орден Меджида І ступеня з діамантами (Туреччина).
- Орден Лева і Сонця І ступеня (Персія).